# Stazione di Bologna Centrale
La stazione di Bologna Centrale è una stazione ferroviaria italiana, sita nel comune di Bologna, a circa 1,5 km da piazza Maggiore.
Con oltre 78 000 m² attraversati e un traffico annuale di 58 000 000 di passeggeri è la principale stazione della città di Bologna e la quinta in Italia per dimensioni.
La sua posizione ne fa la convergenza di molteplici linee dell'Italia settentrionale, che vi trovano proseguimento lungo la linea appenninica per Firenze e Roma e la linea adriatica per Ancona, Pescara, Bari e Lecce. Contende a Roma Termini il primato per numero di treni giornalieri in transito (circa 700).
Nel 2013 sono stati attivati 4 binari dedicati all'Alta Velocità nella nuova stazione sotterranea, denominata Bologna Centrale AV, mentre nel 2021 è stato inaugurato il Marconi Express, sistema di people mover che collega la stazione all'Aeroporto di Bologna.

## Storia

### Gli Stati pre-unitari

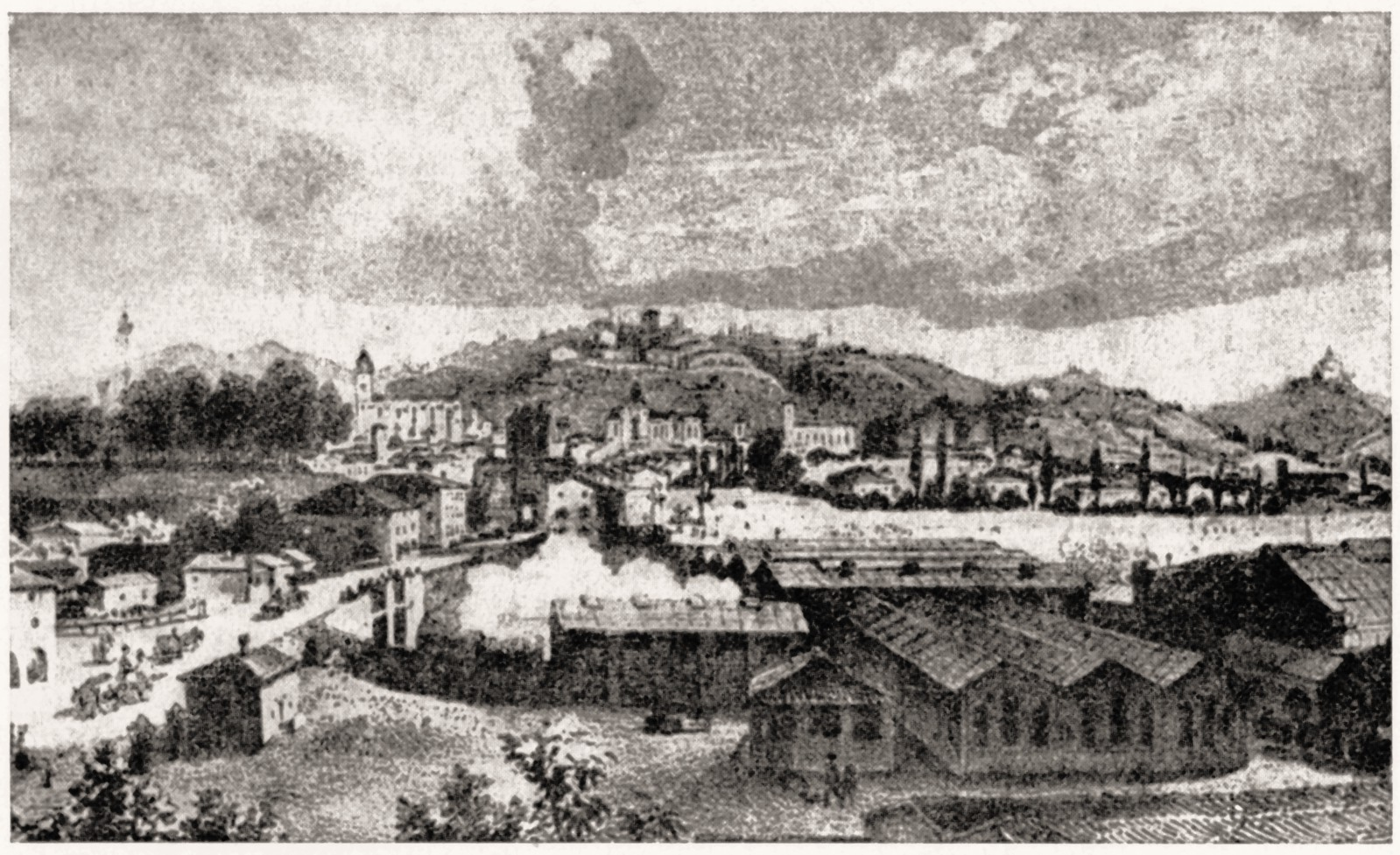
Stampa riproducente (in basso a destra) la Stazione di Bologna Centrale nel 1864

Quando le prime ferrovie cominciarono ad apparire nella penisola, l'Italia, come stato unitario, ancora non esisteva. Lo sviluppo della rete ferroviaria fu spesso reso difficile dal frazionamento politico della Penisola in vari stati. Nonostante le difficoltà politiche, la chiara importanza del nuovo mezzo di comunicazione permise la stipulazione, il 1º maggio 1851, di un accordo internazionale fra lo Stato Pontificio e l'Impero austriaco, direttamente o indirettamente interessato nel Regno Lombardo-Veneto, nei Ducati Emiliani (Modena e Parma) e nel Granducato di Toscana. L'accordo prevedeva la costruzione di una strada ferrata da Piacenza a Firenze passando per Bologna, allora seconda città dello Stato Pontificio, dopo Roma.
L'interesse dell'Austria era rivolto allo sbocco al mare Tirreno e segnatamente al porto di Livorno per allargare le sue possibilità di traffico civile e militare, all'epoca limitate all'Adriatico con Trieste e Venezia.
(Albert Schram, Railways and the Formation of the Italian State in the Nineteenth Century, Cambridge University Press, 1997, pag. 35.)
Un interesse complementare alla nuova linea fu manifestato anche dallo Stato pontificio, attraverso cui la linea ferroviaria sarebbe dovuta passare. In particolare, oltre ad essere una grande opportunità per incrementare l'economia dello Stato, la nuova linea avrebbe permesso di creare un'importante linea "dorsale" dello Stato stesso, collegando Bologna, posta al confine settentrionale, con il mare a Rimini ed Ancona, da collegare, a loro volta, a Roma. Il confluente interesse dei due governi portò alla scelta di costruire le linee Piacenza – Bologna, Bologna – Ancona e Bologna – Pistoia che abbreviava il tragitto verso il Tirreno.

### Nascita di una stazione
Mancano dati certi rispetto alla nascita della stazione di Bologna Centrale. I lavori per la costruzione della stazione di Bologna per la Società "Ferrovia Centrale" cominciarono nel maggio del 1858.
Tuttavia all'art. 2 della "Concessione della strada ferrata centrale italiana" del 1856 viene distintamente citata la stazione come già costruita. È possibile che una prima stazione sia stata costruita -o quantomeno iniziata- a seguito della precedente concessione assegnata a seguito della Convenzione fra alcuni Stati italiani per la costruzione della Strada Ferrata dell'Italia Centrale del 1851. Oppure in seguito all'inizio dei lavori per la costruzione della linea Bologna-Ancona che era stata affidata alla società "Banzi-Fabbri" nel 1847 ma che cessò l'attività l'anno successivo.
La sede, nella stessa locazione di quella attuale, fu posta nell'allora prima periferia, poco lontano da Porta Galliera e dalle mura trecentesche. I lavori dureranno sei anni ma già il 21 luglio 1859 si ebbe l'inaugurazione della linea Piacenza - Parma - Reggio Emilia - Modena - Bologna. 148 km di strada ferrata con proprietà e gestione della Società Ferrovie Alta Italia. Con questa linea Bologna fu direttamente collegata con Torino e Genova nello snodo di Piacenza. Il collegamento con Milano avvenne nel 1861 con la costruzione del primo ponte (in legno e a semplice binario) sul Po. Lo stesso anno entrò in esercizio la Bologna - Ancona, di 206 km, gestita dalla Società Ferrovie Romane. Nel 1862 Bologna fu collegata a Ferrara e l'anno successivo a Pontelagoscuro e poi dal 1865, con la costruzione del ponte sul Po, a Padova e Venezia. Nel 1864 venne inaugurata la Ferrovia Porrettana che si collegò alla Pistoia - Prato - Firenze, già in esercizio. La stazione di Bologna Centrale divenne così il nodo principale per la distribuzione del traffico ferroviario Nord-Sud.

### Il progetto Ratti

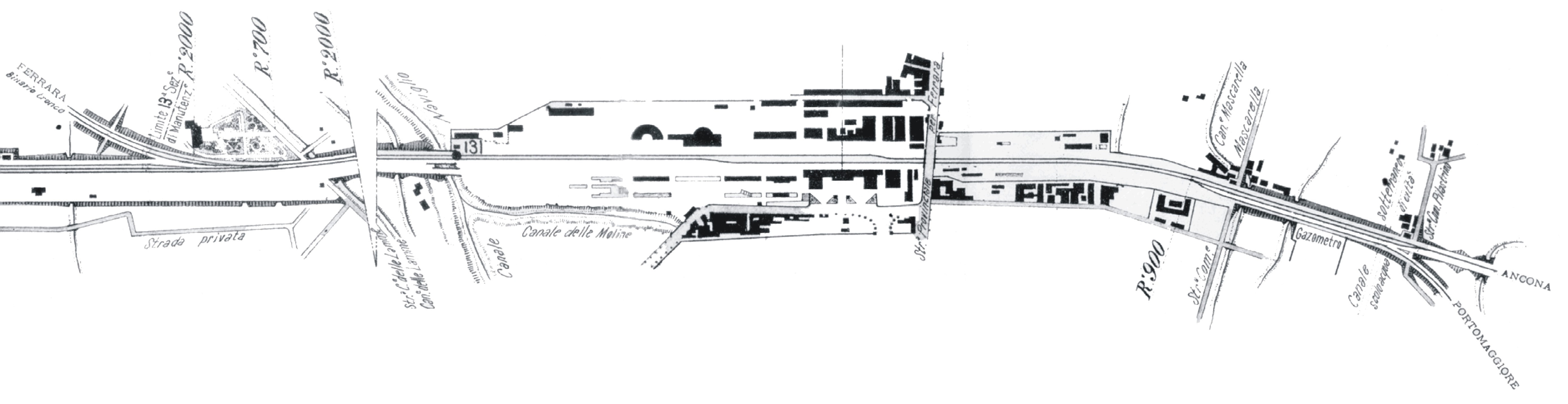
Progetto di Gaetano Ratti (1871)

In breve tempo apparve chiaro che la stazione, costruita solo da pochi anni, era inadatta a sopportare il pesante traffico che la coinvolgeva. I treni provenienti dal nord-est potevano transitare verso sud (Ancona e Rimini) senza particolari manovre ma i treni provenienti dalla linea di Piacenza e diretti verso Firenze necessitavano del cambio delle locomotive per le difficoltà del percorso montano e per la necessità di dovere invertire la marcia per potere essere instradati verso Pistoia. Per quanto la frequenza dei treni non fosse nemmeno lontanamente paragonabile a quella di oggi, i tempi tecnici dello scalo in cui operavano treni merci e viaggiatori portarono in breve alla saturazione. Rimangono poche testimonianze dell'antico fabbricato demolito quando fu decisa una costruzione "degna di una grande stazione di prima classe, entro la quale si intreccino e si oltrepassino più ferrovie", come si legge nel bando.
Il concorso fu vinto dall'architetto Gaetano Ratti che presentò il progetto del fabbricato viaggiatori nelle linee del primo rinascimento fiorentino, con i muri "bugnati", e la torre dell'orologio (distrutta da un bombardamento durante la seconda guerra mondiale e non ricostruita). Il progetto fu tanto apprezzato da rappresentare la base stilistica per decine di stazioni, anche di minori dimensioni, in tutta la Penisola.
L'inaugurazione della nuova stazione avvenne nel 1871 e comportò anche la ristrutturazione del piazzale e dei fabbricati accessori. Venne costruito il cavalcavia della "strada provinciale per Ferrara" (l'attuale via Matteotti), necessario al traffico stradale di carri e pedoni altrimenti costantemente bloccato da treni e manovre, mentre il "soprapassaggio a Bertalia" ovvero sottovia della "strada comunale delle Lame" (oggi Via Zanardi), che avrebbe interferito con il notevole traffico ferroviario relativo alle linee per Firenze, Milano, Padova e poi, come previsto, Verona era già stato costruito a seguito dei lavori della citata "Concessione" del 1856:
(La civiltà cattolica, Anno decimo, vol. II, serie IV, Roma, 1859, pag. 232, riporta una corrispondenza datata 9 aprile 1859)

Esterno della stazione come appariva fino alla ristrutturazione postbellica. Si notino la torre con l'orologio poi abbattuta e la pensilina con le 4 colonne in metallo

Con l'apertura, sempre nel 1871, del traforo del Frejus un fiore all'occhiello fu appuntato alla nuova stazione di Bologna Centrale: il passaggio della famosa Valigia delle Indie, il treno internazionale che partendo da Londra e Parigi si fermava anche a Bologna per poi proseguire verso Brindisi dove i viaggiatori facevano rotta per Bombay in India.
Il piazzale esterno, l'attuale piazza Medaglie d'oro, aveva l'ovvia funzione di smistamento viaggiatori da e per la città, con l'attestazione di due linee di omnibus poi sostituite da tram. I viaggiatori potevano anche scendere e salire nelle loro carrozze o calessi sotto una piccola pensilina sorretta da quattro colonne metalliche. L'entrata per la biglietteria principale non è cambiata da allora se non per alcuni restauri e la ricostruzione dopo i pesanti bombardamenti della seconda guerra mondiale. Si può notare dalla pianta del progetto il distacco del fabbricato che poi sarà adibito allo smistamento delle Poste e l'assenza di vari altri edifici fra cui la costruzione sul fianco est, detta "Il Quadrilatero".
Il piazzale ferroviario constava di cinque binari atti al ricevimento di treni viaggiatori coperti da una tettoia che si prolungava per tutto il fronte interno del fabbricato viaggiatori. Due binari di servizio permettevano un più agevole transito di treni non viaggiatori. Sull'altro lato del piazzale sorgevano capannoni dei vari servizi ed il deposito locomotive. L'attuale via de' Carracci formava, come oggi il limite nord del piazzale interno. Nonostante le dimensioni del fabbricato, la stazione di Bologna Centrale era quasi tutta compressa nelle poche decine di metri dall'attuale piazza XX Settembre alla curva dove viale Pietramellara si rivolge verso Porta Lame.
I treni da Firenze per Milano e viceversa dovevano cambiare la locomotiva e ripercorrere la tratta da Bologna Centrale a Borgo Panigale. Per limitare questo traffico ai soli treni viaggiatori, nel 1899 fu costruito il tratto di 724 metri da Bivio Lavino a Borgo Panigale, all'epoca paesi posti in aperta campagna. Ciò permise l'instradamento di treni dalla linea di Milano direttamente alla Porrettana e viceversa, togliendo traffico inutile alla tratta e alla stazione centrale.

### Ampliamento
Nel corso della sua storia la stazione ha subito numerosi ampliamenti. Un punto di svolta fondamentale fu l'elettrificazione della linea Porrettana (e conseguentemente di Bologna Centrale) e la costruzione dello Scalo Bologna Ravone per la lavorazione dei treni merci.
La Porrettana, fino al 1934 principale attraversamento ferroviario dell'Appennino, mostrò ben presto i suoi limiti operativi dovuti alle elevate pendenze (fino al 26 per mille) e agli stretti raggi di curva. Le vaporiere erano lente e poco potenti e permettevano uno sfruttamento parziale dell'infrastruttura. Già dal 1902 la "Commissione Colombo" aveva cominciato i lavori per studiare il percorso una linea alternativa fra Bologna e Firenze. I lavori terminarono nel 1908 e gettarono le basi per la costruzione della Ferrovia direttissima Firenze - Bologna via Prato. Lo scoppio della prima guerra mondiale ne fermò la costruzione e il traffico sulla Porrettana, che doveva portare quasi tutto il traffico militare dal sud verso le stazioni del Veneto e del Friuli, mostrò tutti i suoi limiti pur arrivando a far transitare 70 treni nelle 24 ore: Una performance di tutto rispetto per una linea tanto acclive e tortuosa.
In attesa del termine dei lavori della Direttissima, fu decisa l'elettrificazione della linea Porrettana anche per sottrarre il Paese (stando alla retorica dell'epoca) dal ricatto energetico dei produttori di carbone, materia prima di cui l'Italia è carente. Ovviamente anche Bologna Centrale dovette essere elettrificata e i lavori misero in moto altre forme di espansione e miglioramento della stazione. Il Deposito Locomotive che era stato costruito presso la Strada Comunale Mascarella (oggi Via Stalingrado) fu spostato sul lato opposto di Bologna Centrale dove sorge ancor oggi. Il vecchio Deposito Locomotive venne parzialmente smantellato e oggi la parte rimanente è sede del Dopolavoro Ferroviario, mantenendo la caratteristica forma ad arco di cerchio. Venne costruito l'edificio Quadrilatero e vi furono dislocati servizi di Movimento, verifica, telegrafo e telefono. Fra il Quadrilatero e il retro dei preesistenti edifici che fronteggiano Viale Pietramellara arrivava un binario che permetteva di scendere dal treno a pochissimi metri dall'uscita laterale dove oggi sono attestati i taxi. In seguito questo binario è stato demolito e l'area è stata coperta da una struttura in vetro e metallo sorretta da snelle colonnine, sempre metalliche, in stile Liberty dando vita al cosiddetto "Transatlantico", ancor oggi dedicato al relax e ai servizi per i viaggiatori.
L'aumento di traffico conseguente all'elettrificazione della Porrettana, rendendo quasi quotidiano il transito di una settantina di treni al giorno sulla linea, creò la necessità di una gestione centralizzata delle informazioni relative e delle decisioni conseguenti.
A Bologna Centrale fu quindi creato il primo "Nucleo Dirigenti Centrali" d'Italia, la cui Prima Sezione prese in carico la gestione del traffico della Porrettana dal 10 aprile 1927. Pochi mesi dopo, dal 30 giugno, la Seconda Sezione si occupò del traffico ferroviario da Modena attraverso Bologna Centrale e fino a Castel San Pietro Terme sulla linea per Ancona, e da Bologna fino a Castel Maggiore e fino a Tavernelle di Sala Bolognese rispettivamente sulle linee per Padova e Verona. Il Reparto Dirigenti Centrali fu attivato dapprima negli uffici dei Dirigenti Movimento e pochi mesi dopo ai piani superiori del Quadrilatero. Qui il Reparto ha operato per i successivi 80 anni fino all'estate del 2007 quando l'intera struttura di gestione del traffico ferroviario dell'Emilia-Romagna e altre linee è stata decentrata nel nuovo fabbricato detto "Ottagono".
Nel 1928 il cavalcavia della Strada per Ferrara fu "spostato" e posto in asse con la nuova Via Indipendenza. Questo permise la costruzione di un altro edificio a est del fabbricato viaggiatori del 1871 e che oggi vediamo ricostruito in stile "anni cinquanta" dopo la devastazione bellica.
Bologna Ravone divenne uno scalo a sé stante, specializzato nel trasporto di merci: i treni che vi giungevano, venivano, se necessario, smontati e ricostituiti in relazione alle direzioni in cui dovevano essere inviati i carri e ripartivano. Per non interferire con il traffico viaggiatori i treni merci vennero dirottati con una serie di Bivi nella "Buca" che passa appunto sotto i binari delle linee dirette a ovest.

### La ristrutturazione del 1934

Piazzale interno di Bologna Centrale prima della ristrutturazione del 1927. Da notare la tettoia e il segnale semaforico per l'arresto dei treni eretto praticamente dentro la stazione

La dislocazione dello scalo di Bologna Ravone a ovest della Stazione Centrale fu uno degli argomenti che venivano portati dagli oppositori alla costruzione della Direttissima che, provenendo dalla valle del Savena prevedeva l'innesto a Bologna sul lato orientale. Il traffico merci avrebbe dovuto di nuovo attraversare una stazione già estremamente attiva. Dopo la ristrutturazione del 1927, un altro pesante intervento ebbe come protagonista la stazione di Bologna Centrale all'interno di un piano organico dell'intera struttura dei trasporti ferroviari nell'area bolognese.
Fu decisa la costruzione di una "linea di Cintura" che avrebbe spostato il traffico merci proveniente da Ancona -sulla linea storica- e da Firenze -sulla erigenda "Direttissima"- direttamente allo scalo merci di Ravone passando a nord della città attraverso la campagna bolognese. In previsione di un traffico molto più denso di quanto poi non si sia verificato era prevista la costruzione di una linea a quattro binari che poi fu limitata a due.
Bologna Centrale vide notevoli miglioramenti alla sua struttura. Eliminata la tettoia, sostituita da pensiline, i binari del piazzale furono aumentati a sedici, di cui quattro già presenti e "di testa" al Piazzale Ovest. Questo permise la partenza e l'arrivo di dieci treni contemporaneamente, fu costruito un doppio binario indipendente che permise lo spostamento dei locomotori dal Deposito ai binari senza gravi intralci al traffico sul lato occidentale. Furono costruite tre Cabine dotate di Apparati Centrali Elettrici che permisero il movimento dei deviatoi e la formazione degli itinerari e degli instradamenti senza intervento manuale a terra. Il movimento di treni e manovre fu reso più agile e sicuro. Le sedi delle linee per Milano, Verona e Porrettana furono rialzate per permettere l'innesto della Linea di Cintura a Ravone. Lo Scalo Derrate di Bologna Arcoveggio, poco a nord del piazzale interno di Bologna Centrale, vide la creazione di grandi impianti frigoriferi che specializzarono lo scalo nel trasporto derrate destinate all'attiguo Mercato Ortofrutticolo.
Altri interventi ferroviari esterni alla stazione ma che permisero una sua migliore gestione furono lo spostamento della linea Adriatica per l'innesto della Direttissima; la costruzione del tratto Bivio Agucchi - Bivio Battiferro che permise lo spostamento del traffico merci proveniente da Padova direttamente a Ravone. Furono inoltre installati, all'interno della sottostazione elettrica, i convertitori reversibili al mercurio che permettevano il recupero dell'energia elettrica generata dai treni percorrenti la Direttissima in discesa. Era infine prevista la costruzione della Stazione di Bologna San Donato. Questo scalo di smistamento, allora il più grande d'Europa, fu attivato nel 1941, lasciando allo scalo di Ravone il traffico merci locale e regionale.
Anche la piazza Medaglie d'oro fu interessata da una ristrutturazione e al centro fu installata una fontana che però venne tolta, a favore dell'attuale sistemazione, dopo un pesante bombardamento che distrusse parzialmente la stazione e una vasta area circostante.

### Dopoguerra
Il dopoguerra non portò grandi cambiamenti alla stazione di Bologna Centrale che diventò veramente "centrale" alla città. Bologna infatti si espanse in tutte le direzioni conglobando la stazione che, in cento anni, passò da un centro servizi periferico ad una posizione di estrema vicinanza al centro storico e a molte funzioni economiche.
Le sole innovazioni tecniche di qualche rilevanza ferroviaria non vedono la Stazione come protagonista. Sempre nel Quadrilatero, nel citato Reparto Dirigenti Centrali, nel 1957 si vede la nascita del primo impianto di Comando Centralizzato del Traffico in Italia. Nato negli Stati Uniti nel 1927, il C.T.C. permette agli operatori di gestire decine e a volte centinaia di chilometri di linee ferroviarie senza intervento di personale nelle varie stazioni. Il C.T.C. di Bologna permise a due operatori (D.C.O.) di gestire il traffico dell'intera Linea di Cintura, dove prima erano necessarie decine di Capistazione e Ausiliari. Un altro C.T.C. è poi stato installato sempre nel Reparto Dirigenti Centrali e, nato negli anni settanta per dirigere il traffico della Galleria Appennino ed eliminare la necessità di un capostazione altrimenti costretto a operare per ore dentro la galleria, gradualmente è stato esteso all'intera linea Bologna - Prato.
Nell'edificio della stazione è tuttora presente una chiesa cattolica.

### La strage di Bologna del 1980

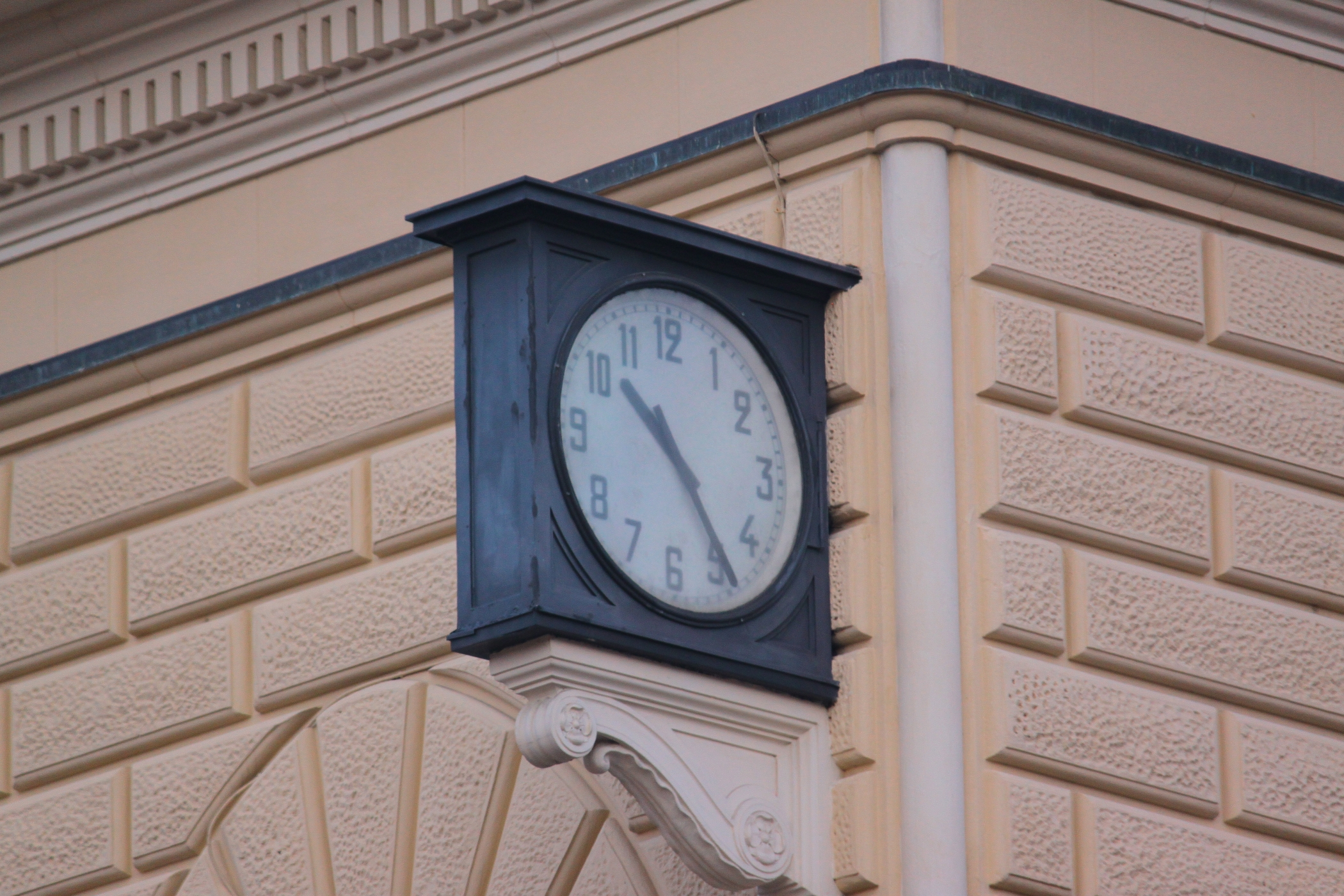
L'orologio fermo alle 10:25, in ricordo della strage del 2 agosto 1980

Alle ore 10:25 del 2 agosto 1980, un sabato, un ordigno esplosivo venne fatto deflagrare nella sala d'aspetto "di seconda classe" attigua al primo binario. Nell'esplosione persero la vita 85 persone e oltre duecento furono i feriti, in massima parte turisti in transito per le vacanze, ma anche tassisti in attesa di clienti nel piazzale esterno e dipendenti dei negozi e bar della stazione.

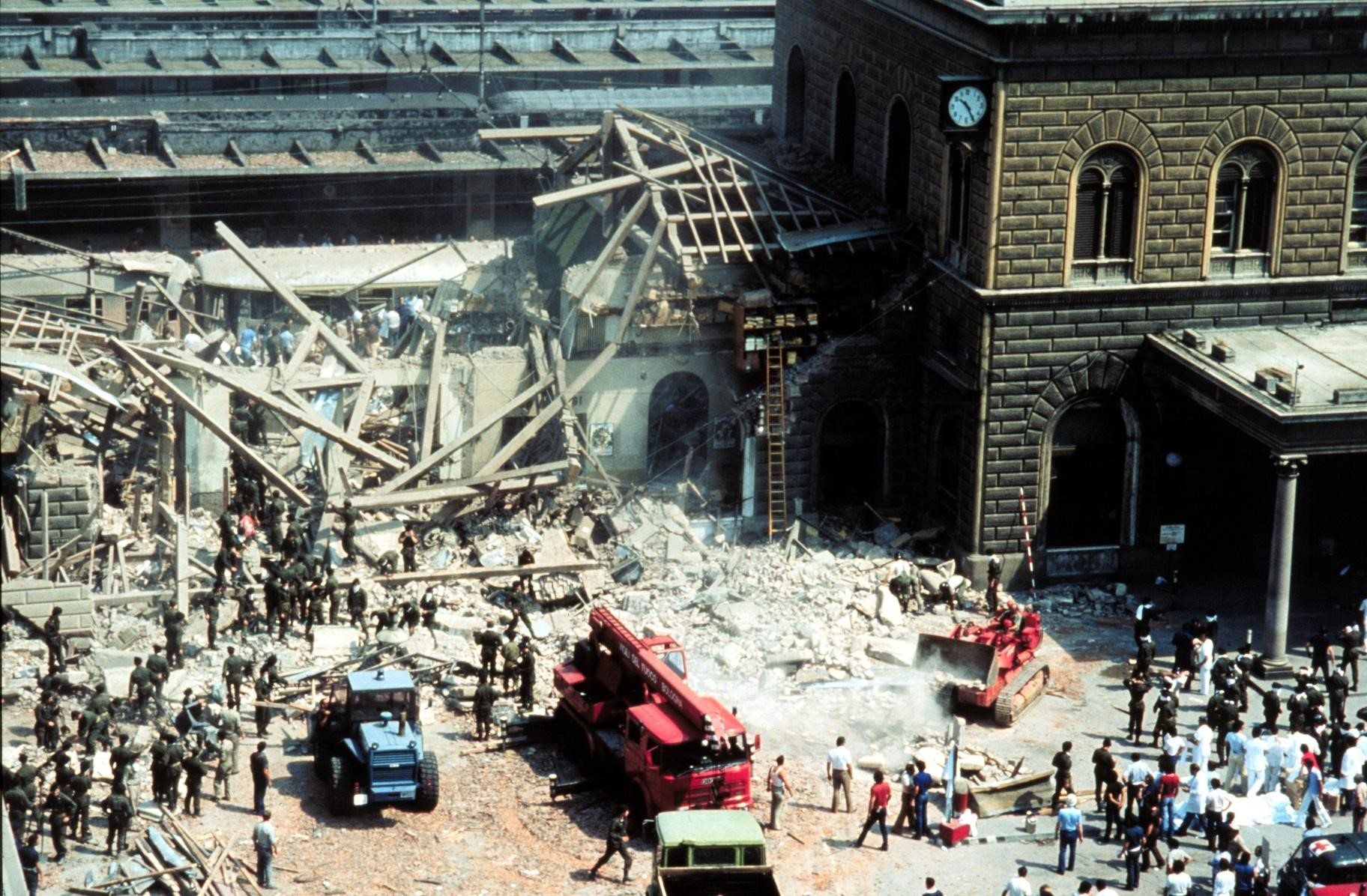
Un'immagine della stazione dopo l'esplosione; in alto a destra, l'orologio mantenuto poi fermo

L'ala distrutta è stata ricostruita, ma il muro esterno, per fissare la strage nel ricordo, venne solo intonacato, liscio e dipinto con un colore diverso dal resto dell'edificio; il soprastante orologio viene mantenuto fermo alle ore 10:25, momento in cui si fermò per la deflagrazione. Anche la sala d'attesa, ricostruita, presenta nel punto dello scoppio la pavimentazione originale del 1980 con l'avvallamento prodotto dall'esplosione. Inoltre il muro che separa la sala stessa dal primo marciapiede è stato ricostruito con un'ampia "crepa" artificiale chiusa da un inserto in vetro.
La stazione è stata ribattezzata con il nome di "Bologna Centrale - 2 Agosto 1980" in occasione della commemorazione per i 40 anni dalla strage.

### L'arrivo dell'alta velocità

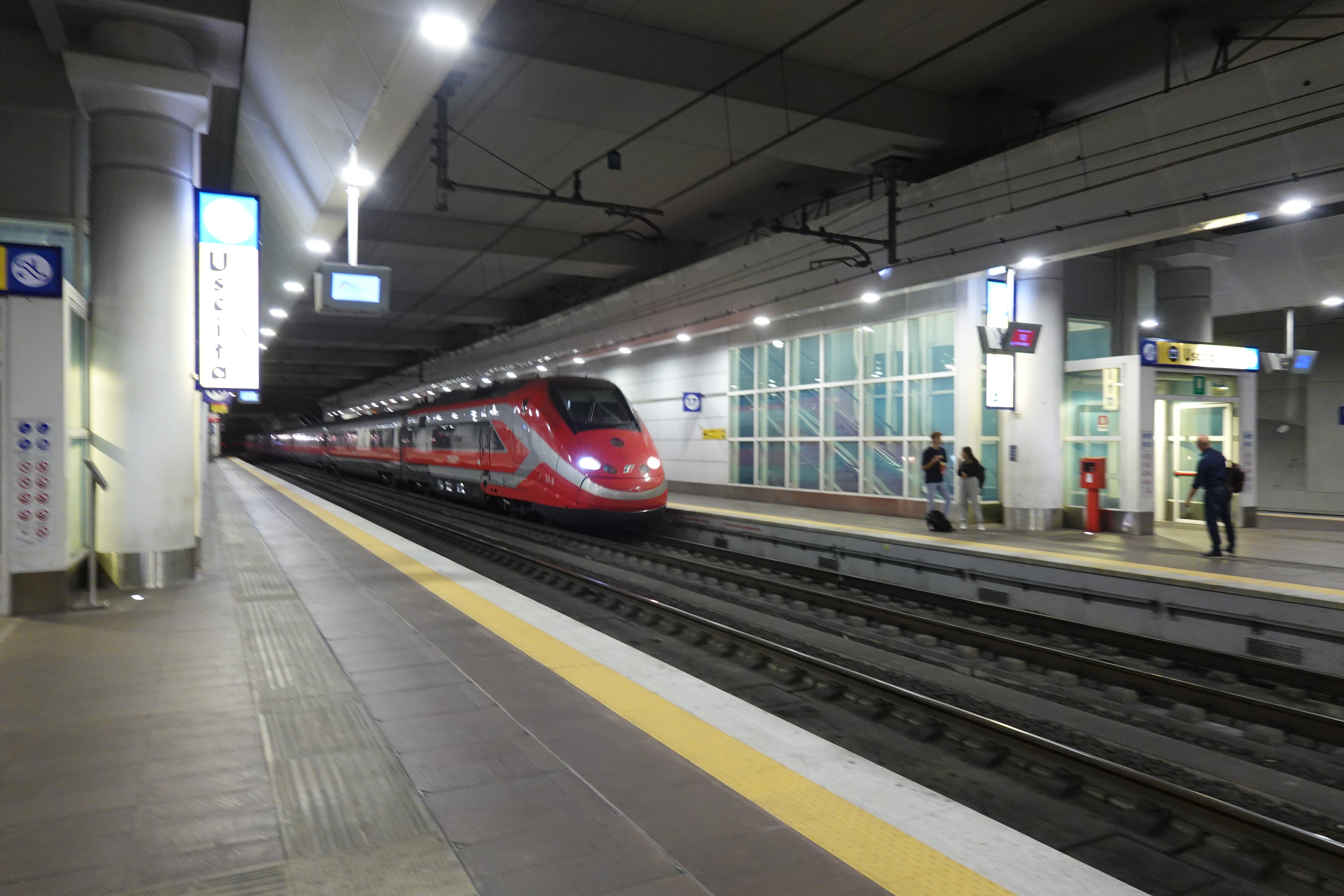
I binari AV di Bologna Centrale

Bologna Centrale è stata interessata dai lavori dell'alta velocità, a seguito dell'attivazione, tra il 2008 e il 2009, delle linee ad alta velocità Milano-Bologna e Bologna-Firenze, con treni circolanti fino a 300 km/h.
Il progetto prevedeva la costruzione di una stazione AV sotterranea, lunga 642 metri, larga 56 e posta 23 metri sotto il piano attuale, dotata di quattro binari (numerati dal 16 al 19) esclusivamente dedicati ai treni ad alta velocità. L'investimento è stato pari a 530 milioni di euro.
Per la costruzione della stazione sotterranea sono stati tolti d'esercizio i cinque binari in superficie più lontani dal fabbricato viaggiatori e l'area è stata recintata per permettere i lavori in sicurezza. Ciò ha causato una congestione della stazione per la diminuzione dei binari operativi. Una serie di interventi palliativi ha permesso di contenere i disagi senza però eliminarli completamente: tra questi l'aumento fino a 7 dei binari del piazzale ovest e 4 del piazzale est, dove sono stati attestati numerosi treni regionali; la creazione dello scalo Bologna Fascio Salesiani dove vengono ricoverati materiali di treni che devono ripartire dopo lunghe soste, e una gestione più accurata del traffico in arrivo e in partenza e la stretta correlazione con i dirigenti centrali delle linee afferenti alla stazione.
Nel giugno 2012 è iniziato il transito all'interno della stazione sotterranea dei treni diretti Roma-Milano che non fermano a Bologna. L'attivazione della nuova stazione sotterranea con servizio viaggiatori è avvenuta il 9 giugno 2013. Il completamento dei lavori era previsto per l'estate 2016.

## Strutture e impianti
La stazione AV ha quattro binari, numerati dal 16 al 19. Nel passante la velocità è limitata a 180 km/h, che si riducono a 110 km/h nell'ambito della stazione di Bologna Centrale AV. La circolazione è regolata tramite ERTMS (European Railway Traffic Management System) in tutto il passante.
Nella nuova parte superficiale, lungo la via Matteotti, è stato realizzato il Memoriale della Shoah di Bologna.

## Progetti futuri: il nuovo complesso integrato Isozaki-Maffei
La stazione AV sotterranea rappresenta la prima delle tre fasi del progetto di riqualificazione della stazione centrale. Le altre due fasi dovevano essere costituite dalla completa ristrutturazione della stazione storica e dalla realizzazione di un nuovo complesso integrato progettato dall'architetto giapponese Arata Isozaki e dall'architetto italiano Andrea Maffei risultato vincitore del concorso internazionale bandito da RFI nel giugno del 2007. Il nuovo complesso integrato doveva essere costituito da tre strutture: "l'Isola", "la Piastra" e "il Tubo", ma è stato sospeso.

## Movimento
La stazione Centrale di Bologna, con i suoi 58 milioni di passeggeri e circa 700 treni al giorno in transito, è fra le più frequentate in Italia. È servita da treni regionali, a lunga percorrenza, ad alta velocità e internazionali operati da Trenitalia, da treni regionali operati da Trenitalia Tper, da treni internazionali di Österreichische Bundesbahnen e Deutsche Bahn (la cui conduzione sul territorio italiano è svolta da Trenord) e da treni alta velocità di Nuovo Trasporto Viaggiatori (NTV).
La stazione è anche il punto di raccordo delle linee del servizio ferroviario metropolitano di Bologna, indicato con la lettera "S". Si tratta di un servizio ferroviario suburbano ad elevata frequenza. A giugno 2013 sono attivi il 70% dei servizi previsti nell'assetto base sulle 8 linee della rete (S1A, S1B, S2A, S2B, S3, S4A, S4B, S5).
Limitatamente al trasporto regionale, a novembre 2019 la stazione risultava frequentata da un traffico giornaliero medio di circa 78 772 persone (39 485 saliti + 39 287 discesi).

## Servizi
La stazione è classificata da RFI nella categoria "Platinum".
La stazione dispone di ascensori, che la rendono quindi accessibile ai portatori di disabilità, e di scale mobili che collegano i vari livelli. Le aree per il traffico passeggeri sono dotate di un impianto di videosorveglianza e di altoparlanti per gli annunci sonori di arrivo e partenza treni. Per quanto riguarda i servizi rivolti alle persone a ridotta mobilità, inoltre, quella di Bologna Centrale è una delle quattordici stazioni master nazionali e dunque ospita una "sala blu", luogo in cui opera personale specializzato per l'assistenza a tali utenti e in cui si organizza, si coordina e si sovrintende alla gestione dei servizi a loro rivolti.
- Biglietteria a sportello
- Biglietteria automatica
- Sala d'attesa
- Ufficio informazioni
- Deposito bagagli con personale
- Ufficio oggetti smarriti
- Posto di Polizia ferroviaria
- Posto di primo soccorso
- Servizi igienici
- Bar
- Negozi

## Interscambi
La stazione centrale è servita da tre linee di filobus (15, 32 e 33) e numerose linee di autobus urbani ed extraurbani gestite da TPER.
La stazione è collegata all'aeroporto di Bologna tramite il Marconi Express, un people mover che collega la stazione con l'aeroporto in 7 minuti e 20 secondi.
È in corso la progettazione definitiva della linea 1 della nuova rete tramviaria di Bologna, la cui entrata in funzione è prevista per il 2026. La linea collegherà Borgo Panigale al Pilastro, passando per l'Ospedale Maggiore, per il centro storico e per la Fiera di Bologna, e prevedendo un interscambio ferrovia-tram presso la stazione di Bologna Centrale.
A circa 300 metri di distanza dalla stazione sorge l'autostazione di Bologna, situata nella vicina piazza XX Settembre, da cui partono i collegamenti delle autolinee extraurbane, nazionali ed internazionali.
- Marconi Express
- Fermata filobus (P.zza XX Settembre, linea 15; Stazione Centrale, linee 32 e 33)
- Fermata autobus
- Stazione taxi